# Антушово (Ярославская область)
Антушово — деревня в Любимском районе Ярославской области России.
С точки зрения административно-территориального устройства входит в состав Воскресенского сельского округа. С точки зрения муниципального устройства входит в состав Воскресенского сельского поселения.
На 01.01.1989 проживали 2 человека, к 01.01.2010 постоянного населения не зафиксировано.

## География
Находится в пределах центральной части Московской синеклизы Восточно-Европейской (Русской) платформы, вблизи административной границы с Вологодской областью в 24 км к северу от города Любим, административного центра района.
Поблизости находятся следующие населённые пункты Афанасьевское, Бурдуково, Василево (Троицкий сельсовет), Вязниково, Конеево, Овсяниково, Поляна, Починок (Великосельский сельсовет), Троица, Трухино, другие.

### Климат
Климат характеризуется как умеренно-континентального климата с умеренно-теплым влажным летом, умеренно-холодной зимой и ярко выраженными сезонами весны и осени. Среднегодовая температура — +3,2°С. Средняя температура самого тёплого месяца (июля) — +18,2°С; самого холодного месяца (января) — −11,7°С. Абсолютный максимум температуры — +34°С; абсолютный минимум температуры — −35°С.

## Население
| 2007 | 2010 |
| ---- | ---- |
| 0    | →0   |